# 三河大塚車站
三河大塚車站（日语：／ Mikawa-ōtsuka eki */?）是一由東海旅客鐵道（JR東海）所經營的鐵路車站，位於日本愛知縣蒲郡市大塚町端成。三河大塚車站是JR東海所屬的東海道本線沿線的車站之一，是個由JR東海委託子公司東海交通事業代為經營的業務委託車站，由蒲郡車站負責管理，設有綠窗口（みどりの窓口）。
三河大塚在1953年初設時，原本只是個夏季時為了服務來海水浴場遊玩的旅客而設置的臨時車站，並一直到1960年時才正式升格為常設車站。至於今日的三河大塚，則是距離當地知名的海洋主題遊樂園Laguna蒲郡（ラグーナ蒲郡）最近的出入車站。

## 車站結構
對向式月台2面2線的地面車站。

### 月台配置
| 月台 | 路線       | 方向 | 目的地           |
| ---- | ---------- | ---- | ---------------- |
| 1    | 東海道本線 | 下行 | 岡崎、名古屋方向 |
| 2    | 東海道本線 | 上行 | 豐橋、濱松方向   |

## 使用情況
根據「蒲郡的統計」，近年1日平均上車人次如下表。
| 年度   | 1日平均 上車人次 |
| ------ | ---------------- |
| 2005年 | 1,375            |
| 2006年 | 1,309            |
| 2007年 | 1,294            |
| 2008年 | 1,283            |
| 2009年 | 1,270            |
| 2010年 | 1,255            |
| 2011年 | 1,264            |
| 2012年 | 1,255            |
| 2013年 | 1,273            |
| 2014年 | 1,203            |
| 2015年 | 1,214            |
| 2016年 | 1,242            |
| 2017年 | 1,266            |
| 2018年 | 1,346            |

## 相鄰車站
東海旅客鐵道
 東海道本線
■特別快速、■快速
通過
■新快速（只限部分六、日、假期早上上行列車停車）
豐橋（CA42） ← 三河大塚（CA45） ← 蒲郡（CA47）
■區間快速、■普通
愛知御津（CA44）－三河大塚（CA45）－三河三谷（CA46）

### 來源
1. 1 2  駅構内の案内表記。これらはJR東海公式サイトの各駅の時刻表 （页面存档备份，存于）で参照可能（駅掲示用時刻表のPDFが使われているため。2015年1月現在）。